# Tom Van Dyck (acteur)
Tom Van Dyck (Herentals, 20 juni 1972) is een Belgisch acteur en regisseur.
Hij speelde mee in successeries als Het eiland, In De Gloria, Alles Kan Beter, Matroesjka's en De Parelvissers. Hij schreef het scenario, regisseerde en acteerde in Van vlees en bloed en Met man en macht. Samen met zijn vrouw Alice Reys nam hij het scenario en de regie voor Den Elfde van den Elfde voor zijn rekening.

## Biografie
In het theater speelde hij onder andere in de gezelschappen de Roovers, De Tijd en Het Toneelhuis in Menuet (en bewerking), Drie zusters, Kaatje is verdronken en Eros en de eenzame man (ook regie van de laatste twee stukken). Hij zette Bloedarm om naar het Nederlands en is de regisseur van Kleine Tony.
De acteur kan ook een bijzondere lach produceren, waar hij in veel series gretig gebruik van maakt. In Het eiland (2004–2005) speelt hij het iconisch geworden personage Alain Van Dam. Hij gaf het personage een unieke, wel erg uitbundige lach.
In regisseur Jan Eelens cultserie In de gloria verkreeg Tom Van Dyck zelfs internationale bekendheid. Namelijk door de "Boemerang"-sketch, waarbij Van Dyck als talkshowpresentator Erik Hartman begon te schaterlachen omdat een van de gasten (Valère, gespeeld door Lucas Van den Eynde) met een hoog stemmetje over "medische blunders" praatte. Deze sketch circuleert al lange tijd op videosites zoals YouTube, zonder dat er aangegeven wordt dat het geen echte talkshow is. Wanneer een gebruiker zegt dat het geen echte show betreft, wordt deze soms niet geloofd. In 2007 werd het ook uitgezonden in de Verenigde Staten, in de tonight show van Jay Leno. Verder viel Van Dyck in het programma op als reporter met slagzin 'Kijk eens aan. Mooi, mooi, mooi' in de rubriek Hallo Televisie, waar hij willekeurig infiltreert in huiskamers. Telkens ontaardt de situatie (bijv. "Treintjes"). Hallo Televisie dient als persiflage op Man bijt hond en doet ook denken aan het directe vragen en het vaak ongeduldige, razendsnelle 'met de deur in huis vallen'. Dit lijkt sterk op de stijl van Luk Alloo en Paul Jambers. De reporter zegt altijd 'Hallo. Televisie. Mogen wij eens binnenkomen?' waarna 'slachtoffers' niet eens de kans krijgen hem tegen te houden. Hij gaat sowieso binnen. De rubriek kenmerkt zich dan door zwarte humor die (meestal) wordt gehanteerd. Zijn onverwachte bezoek aan Jan Modaal komt dan ook altijd ongelegen.
In 2006 gaf Tom Van Dyck voor het blad Humo gestalte aan de figuur Dirk Debeys. Deze extreemrechtse, conservatieve en volslagen humorloze enquêteur verscheen in reclamespots voor het blad Humo. Hij werd meestal woedend op allochtonen, jongeren, alles wat politiek links staat, homo's en lesbiennes, mensen met piercings, het blad Humo zelf... Qua uiterlijk lijkt hij wat op Humo-hoofdredacteur Guy Mortier.
Hij woont in Berchem en is afkomstig uit Herentals, een stad in de Kempen. Hij heeft een eigen zaak, De Kempvader BVBA, waarin hij zijn werk voor theater, televisie en radio bundelt. Op 5 maart 2013 kondigde Tom Van Dyck aan zijn contract bij Woestijnvis, het productiehuis waarmee hij al zijn hele carrière verbonden was, niet te zullen verlengen.

### Privé
Tom Van Dyck heeft twee broers onderwie bioloog en professor aan UCL Hans Van Dyck. Hij is getrouwd met de Nederlandse actrice Alice Reijs; ze hebben samen twee kinderen. Alice Reijs had een cameo in de Prins Albert sketch uit In De Gloria, een gastoptreden in Het eiland als mental coach Nolleke Lodiers en heeft een bijrol in de serie Van vlees en bloed als Christine Verspoor. Het koppel maakte samen de reeks Den Elfde van den Elfde die voorjaar 2016 op de buis kwam en te zien was op één.

## Filmografie
- 2019: Urbanus: De vuilnisheld - als Dokter Schrikmerg (stem)
- 2018: Niet Schieten - als Carlos
- 2016: Pippa - als Glenn
- 2015: Safety First: The Movie - als Andy
- 2015: Ay Ramon! - als kapitein Verschepen
- 2010: Frits & Freddy - als Freddy Frateur
- 2009: Ice Age 3 - als Manfred / Manny (stem)
- 2009: Paniek in het dorp - als Cowboy (stem)
- 2009: Het geheim van Mega Mindy als kolonel Kleptoe
- 2006: Fernsehturm (kortfilm)
- 2006: Ice Age: The Meltdown - als Fast Tony (stem)
- 2005: Over the Hedge (Beesten bij de buren) - als Freek (stem)
- 2005: Dennis van Rita
- 2005: Robots - als Ratchet (stem)
- 2004: The Incredibles - als Buddy Prine / Syndrome (stem)
- 2003: De zaak Alzheimer - als Jean de Haeck
- 2002: Fait d'hiver (kortfilm) als Tim - 2002 (stond op dvd 10 JAAR LEUVEN KORT)
- 1993: Republiek (kortfilm)

## Televisieseries
- Geldwolven - als Frank De Jong - 2022
- Over Water - als Carl Dockx - 2018
- De Bende van Jan de Lichte - als Jean-Philippe Baru - 2017
- Als de dijken breken - als André Verbeke - 2016
- Met man en macht scenario, regie én rol als Carl Backx - 2013
- De Ronde als Johan Bekaert - 2011
- Sinteressante dingen als kapitein Verschepen - 2009
- Van vlees en bloed scenario, regie én rol als Luc Vangenechten - 2009
- De Parelvissers als Guido Vanessche – 2006
- Matroesjka's als Vincent Dockx – 2005
- Het eiland als Alain Vandam - 2004
- Hij komt, hij komt ... De intrede van de Sint als kapitein Bruno Verschepen - 2004 tot heden
- In de gloria - 2000-2001
- Het Peulengaleis - 1999
- Alles kan beter - 1997 - 1999

#### Gastrollen
- Sedes & Belli – 2002 als Leo (aflevering Water en vuur)
- Recht op recht als Wout Lefever
- Heterdaad als Arno Collet - 1996 (Seizoen 1 afl. 6)

## Radio
- Hoorspel De Keizer, het keukenmeisje en de nachtegaal als keizer - 2005